# Kumashigi, Sindgi
Kumashigi là một làng thuộc tehsil Sindgi, huyện Bijapur, bang Karnataka, Ấn Độ.